# (999) Zachia
(999) Zachia ist ein Asteroid des Hauptgürtels, der am 9. August 1923 von dem deutschen Astronomen Karl Wilhelm Reinmuth an der Landessternwarte Heidelberg-Königstuhl der Universität Heidelberg entdeckt wurde.
Der Asteroid ist nach dem deutschen Astronomen Franz Xaver von Zach benannt.